# Enzo Bardeli
 (février 2024).
Si vous disposez d'ouvrages ou d'articles de référence ou si vous connaissez des sites web de qualité traitant du thème abordé ici, merci de compléter l'article en donnant les références utiles à sa vérifiabilité et en les liant à la section « Notes et références ».
Enzo Bardeli, né le 11 avril 2001 à Coudekerque-Branche en France, est un footballeur français qui joue au poste de milieu offensif à l'USL Dunkerque.

## Biographie

### Carrière en club
Natif de Coudekerque-Branche, Enzo Bardeli a grandi à Cappelle-la-Grande. Il joua sous les couleurs de l'Union Sportive Football Coudekerquois, son premier club. En 2011, à l'âge de 10 ans, il intègre l'académie du  LOSC Lille où il fera toutes ses catégories jeunes.   
Le 1er juillet 2021, après dix années passées à Lille, il retourne dans ses terres natales et signe à l'USL Dunkerque. Le 1er mars 2022, il signe son premier contrat professionnel et intègre ainsi l'équipe première évoluant alors en National 1. Élément majeur de l'équipe, il participera à la remontée du club en Ligue 2.  
Le 11 novembre 2023, il inscrit son premier but professionnel lors d'une rencontre opposant Dunkerque au Valenciennes FC. Son but permettra aux siens de s'imposer sur la plus petite des marges 1 à 0.  